# Iglesia de Santa Clara de Asís (Valladolid)
La iglesia de Santa Clara de Asís  es un templo católico ubicado en Valladolid.

## Historia
Es uno de los conventos más antiguos de Valladolid, localizado en zona de extramuros de la primitiva villa. Primeramente se instalaron los frailes de San Francisco, pero sin tardar las Clarisas lo hacen asimismo en la ciudad. El papa Inocencio IV otorga bula, en 1246, permitiendo a la comunidad femenina de Valladolid que construyesen iglesia y monasterio. Por lo tanto, ya se supone creado en 1247. Siguieron diversas bulas dirigidas al obispo de Palencia y Abad de Valladolid rogando dieran todo género de facilidades a las madres para instalarse definitivamente. La iglesia primitiva es la misma que ahora sirve de coro bajo, en la que hay dos capillas; una fundada por Inés de Guzmán condesa de Trastámara, y la otra por Alfonso de Castilla, hijo natural de Pedro de Castilla.
Diversas personas han sido protectoras del convento. Así don Juan Arias del Villar, obispo de Sigüenza y Presidente de la Chancillería de Valladolid, quien edifica (es decir, reconstruye sobre la iglesia primitiva) hacia 1485-1495 la iglesia gótica. Fue posteriormente reformado en los siglos XVIII y XX.

## Estilo
De estilo gótico, está construida totalmente en piedra y sin ninguna decoración; es de una sola nave de grandes dimensiones, con coro alto y bajo. En el siglo XVIII la iglesia experimentó una notable mejora. En 1730 se concertaba el retablo mayor, con el ensamblador y escultor de Valladolid, Pedro de Correas. Tan grandiosa obra hizo necesaria una transformación del templo, que recibió sobre todo un espléndido abovedamiento. En rigor se hizo una reedificación, pues el edificio amenazaba ruina. Según Canesi, la iglesia fue demolida “desde los cimientos, y dando principio a su reedificación, toda la piedra conforme antes estaba, la concluyeron en el cuarenta y dos”. Quier decir, que se respetó la estructura del templo e incluso una gran parte de sus materiales. Entre 1740 y 1742 el edificio fue reformado, pero en lo sustancial conserva su forma inicial del siglo XV.
En la capilla mayor está un conjunto funerario del siglo XVI, con esculturas yacentes de alabastro de la familia Boniseni, que adquirió el patronato de la capilla en 1525. El retablo mayor es de estilo barroco, y fue realizado por Pedro de Correas en 1732. En un retablo en el lado de la epístola, se encuentran cuatro pinturas sobre tabla de Antonio Vázquez. La sillería del coro bajo está presidida por una escultura de la Inmaculada de Gregorio Fernández, un crucifijo gótico del siglo XVI, y un calvario gótico del siglo XIII.